# MTV Movie Awards 2005
Vyhlášení amerických filmových cen MTV 2005 se uskutečnilo 4. června 2005ve Shrine Auditorium, Los Angeles v Kalifornii. Moderátorem ceremoniálu byl Jimmy Fallon.

## Moderátoři a vystupující

### Moderátor
- Jimmy Fallon

### Hudební vystoupení
- Eminem – „Ass Like That“/„Mockingbird“
- Mariah Carey – „We Belong Together“
- Yellowcard – „Don't You (Forget About Me)“
- Foo Fighters – „Best of You“

## Nominace a ocenění
| Film roku | Film roku |
| --- | --- |
| Napoleon Dynamit - Kill Bill 2 - Spider-Man 2 - Ray - Úžasňákovi | |
| Nejlepší herec | Nejlepší herečka |
| Leonardo DiCaprio – Letec - Jamie Foxx – Ray - Will Smith – Hitch: Lék pro moderního muže - Brad Pitt – Troja - Matt Damon – Bournův mýtus | Lindsay Lohan – Protivný sprostý holky - Uma Thurman – Kill Bill 2 - Hilary Swank – Million Dollar Baby - Rachel McAdams – Zápisník jedné lásky - Natalie Portman – Procitnutí v Garden State              |
| Objev roku: muž | Objev roku: žena |
| Jon Heder – Napoleon Dynamit - Tim McGraw – Světla páteční noci - Zach Braff – Procitnutí v Garden State - Freddie Highmore – Hledání Země Nezemě - Tyler Perry – Deník šílené manželky | Rachel McAdams – Protivný sprostý holky - Ashanti – Coach Carter - Elisha Cuthbert – Sexbomba od vedle - Bryce Dallas Howard – Vesnice - Emmy Rossum – Den poté                                            |
| Nejlepší tým | Nejlepší zloduch |
| Lindsay Lohan, Rachel McAdams, Lacey Chabert a Amanda Seyfriedová – Protivný sprostý holky - Craig T. Nelson, Holly Hunter, Spencer Fox a Sarah Vowell – Úžasňákovi - Will Ferrell, Paul Rudd, Steve Carell a David Koechner – Zprávař: Příběh Rona Burgundyho - Vince Vaughn, Christine Taylor, Rip Torn, Justin Long, Alan Tudyk, Joel David Moore, Chris Williams a Stephen Root – Vybíjená - John Cho a Kal Penn – Zahulíme, uvidíme | Ben Stiller – Vybíjená - Tom Cruise – Collateral - Rachel McAdams – Protivný sprostý holky - Jim Carrey – Lemony Snicket: Řada nešťastných příhod - Alfred Molina – Spider-Man 2                           |
| Nejlepší komediální výkon | Nejstrašidelnější herecký výkon |
| Dustin Hoffman – Jeho fotr, to je lotr! - Antonio Banderas – Shrek 2 - Will Ferrell – Zprávař: Příběh Rona Burgundyho - Ben Stiller – Vybíjená - Will Smith – Hitch: Lék pro moderního muže | Dakota Fanning – Hra na schovávanou - Cary Elwes – Saw: Hra o přežití - Sarah Michelle Gellar – Nenávist - Jennifer Tilly – Chuckyho sémě - Mýa – Prokletí                                                 |
| Nejlepší polibek | Nejlepší akční scéna |
| Rachel McAdams a Ryan Gosling – Zápisník jedné lásky - Natalie Portman a Zach Braff – Procitnutí v Garden State - Gwyneth Paltrow a Jude Law – Svět zítřka - Jennifer Garnerová a Natassia Malthe – Elektra - Elisha Cuthbert a Emile Hirsch – Sexbomba od vedle | Destrukce Los Angeles – Den poté - Souboj na zastávce metra – Spider-Man 2 - nehoda letadla v Beverly Hills – Letec - Honička v Moskvě – Bournův mýtus - Útok teroristů – Team America: Světovej policajjt |
| Nejlepší hudební scéna | Nejlepší souboj |
| Jon Heder – „Canned Heat“ (Napoleon Dynamit) - Jennifer Garnerová a Mark Ruffalo – „Thriller“ (Přes noc třicítkou) - Will Ferrell, Paul Rudd, Steve Carell a David Koechner – „Afternoon Delight“ (Zprávař: Příběh Rona Burgundyho) - John Cho a Kal Penn – „Hold On“ (Zahulíme, uvidíme) | Uma Thurman vs. Daryl Hannah – Kill Bill 2 - Souboj zprávařů – Zprávař: Příběh Rona Burgundyho - Brad Pitt vs. Eric Bana – Troja - Čang C'-lin vs. ochranka – Klan létajících dýk                          |
| Nejlepší videohra inspirovaná filmem | |
| Riddick: Kronika temna - Spider-Man 2 - Van Helsing - Harry Potter a vězeň z Azkabanu - Úžasňákovi | |

### MTV Generation Award
- Tom Cruise